# Mysterious Traveller
Mysterious Traveller is een muziekalbum dat in 1974 werd uitgebracht door de jazzrock-formatie Weather Report.

## Nummers
1. Nubian Sundance (Zawinul)– 10:40
2. American Tango (Vitous, Zawinul)– 3:40
3. Cucumber Slumber (Johnson, Zawinul)– 8:22
4. Mysterious Traveller (Shorter)– 7:21
5. Blackthorn Rose (Shorter)– 5:03
6. Scarlet Woman (Johnson, Shorter, Zawinul)– 5:46
7. Jungle Book (Zawinul)– 7:25

## Musici
- Josef Zawinul - Elektrische en akoestische piano, synthesizer, gitaar, kalimba, orgel, tamboura, klei drums, tack piano, melodica
- Wayne Shorter - Saxofoons, tack piano
- Alphonso Johnson - Bas
- Ishmael Wilburn - Drums
- Skip Hadden - Drums (tracks 1 en 4)
- Dom Um Romão - Percussie, drums

Gastmusici:
- Miroslav Vitous - Bas (track 2)
- Ray Barretto - Percussie (track 3)
- Meruga - Percussie (track 1)
- Steve Little - Pauken (track 6)
- Don Ashworth - Ocarinas en houtblaasinstrumenten (track 7)
- Isacoff - Tabla, finger cymbals (track 7)
- Edna Wright - Zang (track 1)
- Marti McCall - Zang (track 1)
- Jessica Smith - Zang (track 1)
- James Gilstrad - Zang (track 1)
- Billie Barnum - Zang (track 1)

Bandleden: Joe Zawinul · Wayne Shorter · Jaco Pastorius · Peter Erskine

Miroslav Vitouš · Eric Gravatt · Alphonse Mouzon · Airto Moreira · Alex Acuña · Manolo Badrena · Dom Um Romão · Alphonso Johnson · Victor Bailey · Omar Hakim · José Rossy
Discografie: Weather Report (1971) · I Sing the Body Electric · Live in Tokyo · Sweetnighter · Mysterious Traveller · Tale Spinnin' · Black Market · Heavy Weather · Mr. Gone · 8:30 · Night Passage · Weather Report (1982) · Procession · Domino Theory · Sportin' Life · This Is This